# República Autónoma Socialista Soviética de Karakalpakia
La República Autónoma Socialista Soviética de Karakalpakia, fue una república autónoma de la antigua Unión Soviética dentro de la República Socialista Soviética de Uzbekistán.
Ocupaba la región de la actual república autónoma de Karakalpakia y la Provincia de Corasmia, su capital era Jiva.
De corta duración, inspirada en la Revolución de Octubre y basadas en los consejos obreros como otras como la RPSS de Bujará.
Creada tras la disolución de las RASS inspiradas en los antiguos Kanatos o Emiratos centro asiáticos, a su disolución pasa a formar parte de las repúblicas socialistas de Turkmenistán y Uzbekistán.